# Agylla joannisi
Agylla joannisi är en fjärilsart som beskrevs av Talbot 1932. Agylla joannisi ingår i släktet Agylla och familjen björnspinnare. Inga underarter finns listade i Catalogue of Life.